# Grimpeur de Molokai
Paroreomyza flammea
Espèce
Statut de conservation UICN

 EX  : Éteint
Répartition géographique
Le Grimpeur de Molokai (Paroreomyza flammea) est une espèce de la famille des Fringillidae.

## Systématique
Le nom scientifique complet (avec auteur) de ce taxon est Paroreomyza flammea (S.B.Wilson, 1890). L'espèce était endémique de Molokai. L'espèce a été initialement classée dans le genre Loxops sous le protonyme Loxops flammea S.B.Wilson, 1890.
Ce taxon porte en français le nom vernaculaire ou normalisé suivant : Grimpeur de Molokai.
Paroreomyza flammea a pour synonymes :
- Loxops flammea S.B.Wilson, 1890
- Oreomystis flammea (S.B.Wilson, 1890)

## Habitat
L’alauahio de Molokai était inféodé aux forêts denses d’ohias. Pratt (2005) a illustré le mâle, la femelle et le juvénile à proximité d’une fougère épiphyte et endémique, Adenophorus tamariscinus, polypodiacée.
Alimentation
Elle semble exclusivement insectivore car les différentes observations relatent des individus capturant des insectes sur des feuilles, explorant l’écorce ou la mousse des arbres, parfois près du sol (Pratt 2005).
Statut

L’espèce est éteinte. Elle était commune et largement répandue dans les forêts de l’est de l’île, des environs du niveau de la mer au sommet des montagnes, dans les années 1900 (Rothschild 1893-1900, Perkins 1903). Bryan (1908) l’avait trouvée encore commune mais, dès les années 1930, les recherches étaient restées vaines. Richardson (1949) tenta, en vain, de l’observer et constata une importante dégradation de son habitat. Pekelo (1963) découvrit un mâle seul et deux couples en 1961-63. Les expéditions de Scott, de 1976 à 1995, n’ont pas permis d’observer le moindre individu (Scott et al. 1977, 1986). La déforestation et les maladies aviaires introduites sont les causes majeures de son extinction (BirdLife International 2015, Ottaviani 2020).